# 蘇台德德意志人黨
蘇台德德意志人黨（德語：Sudetendeutsche Partei，SdP）於1933年10月1日，即捷克斯洛伐克共和國成立幾個月後，由康拉德·亨萊因以蘇台德德意志家園陣線（德語：Sudetendeutsche Heimatfront）的名義創立，取代先前的德國國家社會主義工人黨的捷克分支。1935年4月，在捷克斯洛伐克政府的強制要求下，該黨更名為蘇台德意志人黨。1935年11月正式更名為蘇台德和喀爾巴阡德意志人黨（德語：Sudetendeutsche und Karpatendeutsche Party）。
隨著納粹黨在德國的勢力日益壯大，蘇台德德意志人黨成為捷克斯洛伐克的主要親納粹勢力，其明確的官方目標是分裂捷克斯洛伐克國家並加入第三帝國。到1938年6月，該黨擁有超過130萬名黨員，即捷克斯洛伐克40.6%的德裔公民。在德國占領捷克斯洛伐克之前的最後一次自由民主選舉中，即1938年5月的社區選舉中，該黨獲得了88%的德裔選票，接管了德捷邊境的絕大多數市政部門。該黨的大量黨員使其成為當時歐洲最大的法西斯政黨之一。